# Anton Bettelheim
Anton Bettelheim (né le 18 novembre 1851 à Vienne, empire d'Autriche et mort le 29 mars 1930 dans la même ville) est un érudit littéraire, traducteur et écrivain autrichien.

## Biographie
Anton Bettelheim est le fils de parents juifs et le frère cadet de la pianiste Caroline von Gomperz-Bettelheim.
Il étudie au lycée de sa ville natale jusqu'à ce qu'il passe sa Matura (Abitur) et commence à étudier le droit à l'Université de Vienne en 1869. En 1873, il réussit à terminer ses études avec un doctorat. Par la suite, Bettelheim termine son stage juridique et travaille également pendant une courte période dans un cabinet d'avocats.
En 1878, Bettelheim abandonne sa carrière d'avocat et se rend à Munich. Il étudie l'histoire, la littérature et la philosophie à l'Université Louis-et-Maximilien de Munich ; il suit les cours de Wilhelm von Giesebrecht et Michael Bernays (de), entre autres, avec des interruptions dues à ses séjours d'étude à Paris et à Londres.
En 1881, Bettelheim retourne à Vienne et reprend la section des reportages de la Freien Neuen Presse. Parallèlement, il est également nommé consultant théâtral pour la Deutsche Zeitung (de). Cette année-là, il épouse également la fille aînée du couple d'acteurs Ludwig (de) et Zerline Gabillon, l'auteur et artiste Hélène Gabillon. Avec elle, il a trois enfants : Ludwig (1882-1943), Friederike (1884-1943) et Otto Heinrich (1887-1903). Il collabore aussi occasionnellement avec l'historien August Fournier (de), son beau-frère.
Anton Bettelheim répond à l'idée du sionisme de Theodor Herzl dans le "Münchner Allgemeine Nachrichten" par une réponse strictement négative et parle du « rêve carnavalesque d'un feuilletoniste suspendu par l'ivresse juive ».
À travers son travail, traiter de la littérature devient un objectif de plus en plus important. Sa biographie de Beaumarchais est très appréciée par la critique publique et officielle. En 1907, il se voit confier la direction de l'Allgemeine Deutsche Biographie et il occupe ce poste jusqu'en 1910. Bettelheim est également considéré comme le fondateur de la Neue Österreichische Biographie, parue pour la première fois en 1923 et qu'il supervise jusqu'à la fin de sa vie.
Anton Bettelheim décède à l'âge de 78 ans le 30 mars 1930 à Vienne et trouve sa dernière demeure au cimetière de Döbling (de).

## Œuvres (sélection)

### En tant qu'auteur
Essais
- Volkstheater und Localbühne. In: Die Nation (de) Wochenschrift für Politik, Volkswirtschaft und Literatur. Jg. 4 (1887).
- Johann Anzengruber (de). In: Die Nation, Jg. 5 (1888).
- Der Nachlass Berthold Auerbachs. In: Die Nation, Jg. 6 (1889).
- Ein Wiener Widmann (de)-Abend. In: Die Nation, Jg. 4 (1887).

Monographies
- Beaumarchais. Rütten & Loening, Frankfurt a. M. 1886. (2., neu bearb. Aufl., München 1911)
- Die Zukunft unseres Volkstheaters. Zehn Aufsätze aus den Jahren 1882–1892. Fontane, Berlin 1892.
- Deutsche und Franzosen. Biographische Gänge, Aufsätze und Vorträge. Hartleben, Wien 1895.
- Acta diurna. Gesammelte Aufsätze. Hartleben, Wien 1899.
- Berthold Auerbach. Der Mann, sein Werk, sein Nachlass. Cotta, Stuttgart 1907. Digitalisat 14,7 MB
- Marie von Ebner-Eschenbachs Wirken und Vermächtnis. Quelle & Meyer, Leipzig 1920.
- Wiener Biographengänge. Literarische Anstalt, Wien 1921.
- Balzac. Eine Biographie. Beck, München 1926.
- Karl Schönherr (de) und das österreichische Volksstück. Hartleben, Wien 1926.
- Karl Schönherr. Leben und Schaffen. Staackmann, Leipzig 1928.
- Eine Abrechnung mit dem Karl-May-Verlag (de). Hesse & Becker, Leipzig 1918.

### En tant qu'éditeur
- Ludwig Anzengruber: Gesammelte Werke in zehn Bänden. Cotta, Stuttgart, 1890 (zusammen mit Vinzenz Chiavacci und Vratislav Kazimír Šembera).
- Führende Geister. Eine Sammlung von Biographien. Ehlermann, Dresden 1890/94 (Bd. 1–6).
- Geisteshelden. Führende Geister, eine Sammlung von Biographien. Hofmann, Berlin 1894/97 (Bd. 1–26).
- Biographische Blätter. Jahrbuch für lebensgeschichtliche Kunst und Forschung. Hofmann, Berlin 1895/96 (2 Bde.).
- Allgemeine Deutsche Biographie. Duncker & Humblot, Leipzig 1907/10 (3 Bde.).
- Louise von François und Conrad Ferdinand Meyer. Ein Briefwechsel. Reimer, Berlin 1905.

### En tant que traducteur
- Émile Littré: Wie ich mein Wörterbuch der französischen Sprache zu Stande gebracht habe. eine Plauderei („Commet j'ai fait mon dictionnaire de la langue française“). Friedrich, Leipzig 1881.
- Émile Littré: Geschichte eines Pariser Studenten. Bergmann Verlag, Wien 1886.
- Prosper Mérimée: Die Mißvergnügten. Lustspiel in einem Aufzug. Union-Verlag, Stuttgart 1908.